# Koehler-Escoffier
La Koehler Escoffier è stata una fabbrica francese di motociclette fondata da Marcel Koehler e Jules Escoffier nel 1912 e chiusa nel 1957.

## Storia

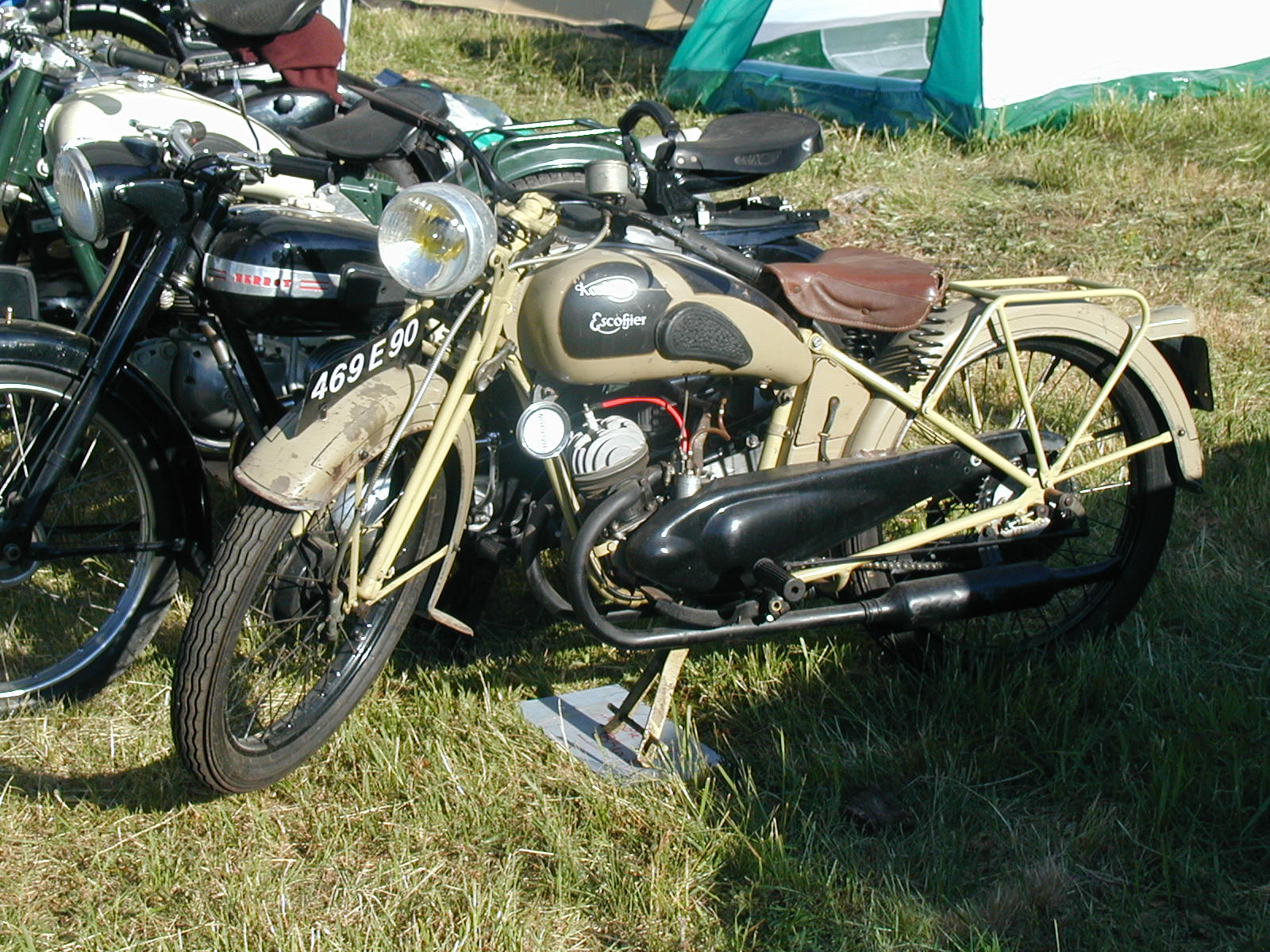
Una Koehler-Escoffier

Fondata da due ex-meccanici della fabbrica di moto Magnat-Debon, costruisce un bicilindrico a V di 500 cm³.
Nel 1912 muore Jules Escoffier, quindi l'azienda viene rilevata nel 1922 da Raymond Guiguet, e viene realizzata una monocilindrica da 500 cm³ e un bicilindrico da 1000 cm³.
Nel 1929 viene rilevata dalla Monet-Goyon e nel 1935 viene costruita una delle moto da corsa da 1000 cm³ che vinse moltissime gare e stabilì diversi primati di velocità. La moto era equipaggiata da un bicilindrico da V di 45° che erogava 78 cv e poteva raggiungere i 200 km/h.